# Associazione Calcio Foligno 1984-1985
Questa pagina raccoglie le informazioni riguardanti l'Associazione Calcio Foligno nelle competizioni ufficiali della stagione 1984-1985.

## Rosa
| N. |                   | Ruolo | Calciatore           |
| -- | ----------------- | ----- | -------------------- |
|    | Italia (bandiera) | D     | Alberto Agostini     |
|    | Italia (bandiera) | C     | Mirco Barbetta       |
|    | Italia (bandiera) | P     | Lamberto Boranga     |
|    | Italia (bandiera) | D     | Ivano Cardarelli     |
|    | Italia (bandiera) | D     | Antonio Ceccarini    |
|    | Italia (bandiera) | A     | Mauro Corrieri       |
|    | Italia (bandiera) | A     | Raoul Di Croce       |
|    | Italia (bandiera) | C     | Alessandro Donati    |
|    | Italia (bandiera) | C     | Giorgio Guanciarossa |
|    | Italia (bandiera) | D     | Giuseppe Lilli       |
|    | Italia (bandiera) | D     | Paolo Lilli          |

| N. |                   | Ruolo | Calciatore          |
| -- | ----------------- | ----- | ------------------- |
|    | Italia (bandiera) | A     | Michele Morra (I)   |
|    | Italia (bandiera) | C     | Silvano Olivetti    |
|    | Italia (bandiera) | A     | Massimo Palanca     |
|    | Italia (bandiera) | C     | Arnaldo Palmieri    |
|    | Italia (bandiera) | D     | Mauro Perugini      |
|    | Italia (bandiera) | P     | Angelo Properzi     |
|    | Italia (bandiera) | C     | Alessandro Renzetti |
|    | Italia (bandiera) | D     | Silvano Ricci       |
|    | Italia (bandiera) | C     | Bruno Ricciolini    |
|    | Italia (bandiera) |       | Riommi              |
|    | Italia (bandiera) | A     | Lamberto Tavelli    |

## Risultati

### Campionato

#### Girone di andata
| 23 settembre 1984 1ª giornata | Foligno | 1 – 1 | Centese |  |

| 30 settembre 1984 2ª giornata | Cattolica | 1 – 1 | Foligno |  |

| 7 ottobre 1984 3ª giornata | Foligno | 3 – 0 | Fidelis Andria |  |

| 14 ottobre 1984 4ª giornata | Civitanovese | 2 – 0 | Foligno |  |

| 21 ottobre 1984 5ª giornata | Foligno | 1 – 0 | Fermana |  |

| 23 ottobre 1984 6ª giornata | Pro Italia Galatina | 0 – 1 | Foligno |  |

| 4 novembre 1984 7ª giornata | Foligno | 0 – 0 | Matera |  |

| 11 novembre 1984 8ª giornata | Foligno | 2 – 0 | Cesenatico |  |

| 13 novembre 1984 9ª giornata | Forlì | 1 – 2 | Foligno |  |

| 20 novembre 1984 10ª giornata | Foligno | 0 – 0 | Vigor Senigallia |  |

| 2 dicembre 1984 11ª giornata | Maceratese | 0 – 0 | Foligno |  |

| 9 dicembre 1984 12ª giornata | Giulianova | 1 – 0 | Foligno |  |

| 16 dicembre 1984 13ª giornata | Foligno | 1 – 1 | Martina |  |

| 23 dicembre 1984 14ª giornata | Foligno | 4 – 1 | Teramo |  |

| 6 gennaio 1985 15ª giornata | Brindisi | 1 – 1 | Foligno |  |

| 13 gennaio 1985 16ª giornata | Foligno | 1 – 0 | Sassuolo |  |

| 20 gennaio 1985 17ª giornata | Fano | 2 – 1 | Foligno |  |

#### Girone di ritorno
| 3 febbraio 1985 18ª giornata | Centese | 1 – 1 | Foligno |  |

| 10 febbraio 1985 19ª giornata | Foligno | 2 – 0 | Cattolica |  |

| 17 febbraio 1985 20ª giornata | Fidelis Andria | 1 – 1 | Foligno |  |

| 24 febbraio 1985 21ª giornata | Foligno | 3 – 0 | Civitanovese |  |

| 3 marzo 1985 22ª giornata | Fermana | 1 – 2 | Foligno |  |

| 10 marzo 1985 23ª giornata | Foligno | 1 – 0 | Pro Italia Galatina |  |

| 17 marzo 1985 24ª giornata | Matera | 1 – 1 | Foligno |  |

| 24 marzo 1985 25ª giornata | Cesenatico | 1 – 0 | Foligno |  |

| 6 aprile 1985 26ª giornata | Foligno | 2 – 0 | Forlì |  |

| 14 aprile 1985 27ª giornata | Vigor Senigallia | 1 – 1 | Foligno |  |

| 21 aprile 1985 28ª giornata | Foligno | 2 – 1 | Maceratese |  |

| 5 maggio 1985 29ª giornata | Foligno | 1 – 1 | Giulianova |  |

| 12 maggio 1985 30ª giornata | Martina | 1 – 0 | Foligno |  |

| 19 maggio 1985 31ª giornata | Teramo | 0 – 0 | Foligno |  |

| 25 maggio 1985 32ª giornata | Foligno | 1 – 2 | Brindisi |  |

| 2 giugno 1985 33ª giornata | Sassuolo | 1 – 1 | Foligno |  |

| 9 giugno 1985 34ª giornata | Foligno | 2 – 2 | Fano |  |